# ویکتور بوا
ویکتور بوا (فرانسوی: Victor Boin‎؛ ۲۸ فوریه ۱۸۸۶ – ۳۱ مارس ۱۹۷۴) شمشیرباز، بازیکن واترپلو و شناگر اهل بلژیک بود.
وی در مسابقات کشوری و بین‌المللی در مجموع برندهٔ ۲ مدال نقره، ۱ مدال برنز شده‌است.